# CIME-FM
CIME-FM est une station de radio canadienne du Québec basée à Saint-Jérôme et appartenant à Cogeco Média. Elle a un format de hot AC (ou top 40 pour adultes) et diffuse à la fréquence 103,9 MHz avec une puissance de 11 700 watts et un maximum de 39 300 watts. Elle est aussi diffusée à Mont-Tremblant à la fréquence du 101,3 MHz.
Entre le 16 août 2011 et le 22 août 2016, elle a fait partie du réseau Rythme FM.
Le 24 août 2020, CIME-FM forme un mini-réseau en intégrant les stations CJLA-FM 104,9 à Lachute et CHPR-FM 102,1 à Hawkesbury, acquises de RNC Media en 2018. Anciennement, CJLA-FM et CHPR-FM ont été adulte contemporaines (AC) sur le nom Wow 104,9 et 102,1.

## Mini-réseau
| Station   | Fréquence | Puissance    | Ville          |
| --------- | --------- | ------------ | -------------- |
| CIME-FM   | 103,9     | 11 700 watts | Saint-Jérôme   |
| CIME-FM-2 | 101,3     | 800 watts    | Mont-Tremblant |
| CJLA-FM   | 104,9     | 3 000 watts  | Lachute        |
| CHPR-FM   | 102,1     | 780 watts    | Hawkesbury     |

## Historique

Logo utilisé jusqu'en 2011

En 1976, Diffusion Laurentides Inc. a obtenu une licence de diffusion pour une nouvelle radio FM pour servir Sainte-Adèle et la région des Laurentides. La fréquence demandée était le 99,5 MHz avec une puissance de 50 000 watts, mais risquait de créer de l'interférence avec CINQ-FM à Montréal, qui était au 99,3 MHz avec 7 watts de puissance. Finalement, CINQ a été autorisé à déménager au 102,3, et CIME-FM est entré en ondes le 25 mars 1977 au sommet du Mont Sauvage et avait un format de musique de relaxation et d'écoute facile, dévouant 85 % de sa musique aux artistes québécois. CIME signifie la cime, le sommet d'une montagne.

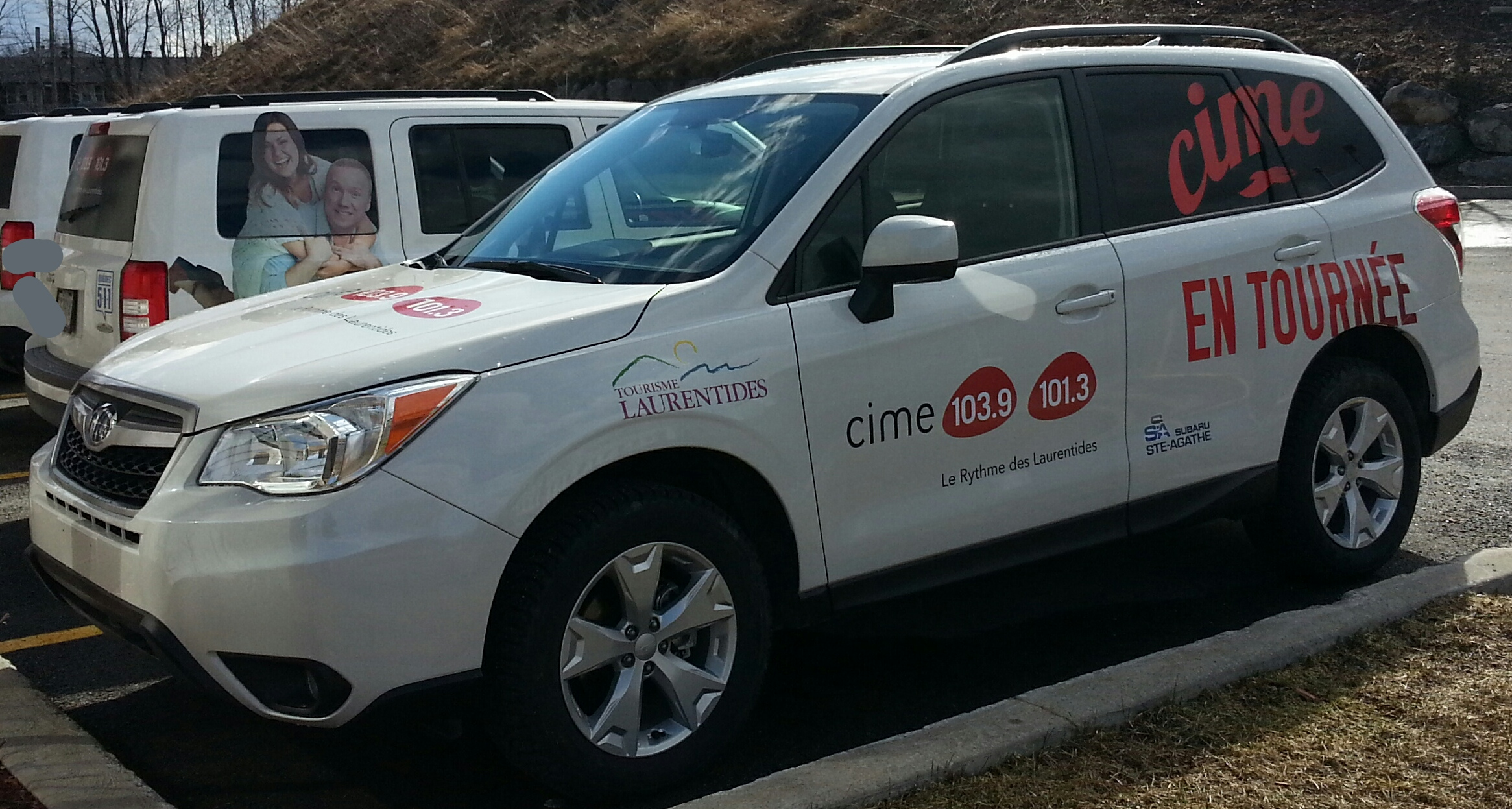
Logo de CIME-FM dans un Subaru Forester.

Le 2 octobre 1979, CIME a été autorisé à déplacer son antenne du mont Sauvage au lac Écho, au nord de Saint-Jérôme, et d'ajouter un ré-émetteur à Val-Morin à la fréquence 104,9 MHz avec une puissance de 3,9 watts. Au mois de juin 1985, CIME diffusait tous les jours de 11 h à midi et de 16 h 30 à 20 h un son répulsif pour les moustiques. Lors du renouvellement en juillet 1985, le CRTC informe que la fréquence 104,9 MHz a été attribuée à Radio Lachute (1980) Inc. et que le ré-émetteur à Val Morin doit changer de fréquence, ce qui sera chose faite en 1986 à la fréquence 102,9 MHz. Toujours en 1986, Radio MF C.I.E.L. (1981) Inc. (propriété de Jean-Pierre Coallier) prend contrôle de Diffusion Laurentides Inc., conséquemment de CIME-FM.
En 1997, CIME-FM a changé de fréquence de 99,5 MHz à 103,9 MHz, de baisser la puissance à 630 watts et de déplacer le studio à Saint-Jérôme et d'ajouter un ré-émetteur à Mont-Tremblant à la fréquence 101,3 MHz avec une puissance de 800 watts. Ce changement de fréquence allait permettre l'ajout de la station CJPX-FM 99,5 MHz (propriété de Jean-Pierre Coallier) à Montréal qui fut lancé en 1998 en tant que Radio Classique.
Radio MF C.I.E.L. (1981) inc. fut acheté par Diffusion Métromédia CMR inc. en 1999, qui fut racheté par Corus Entertainment Inc. en 2001. La puissance de l'antenne de Saint-Jérome fut augmenté à 11 700 watts.
Le 30 avril 2010, Cogeco a annoncé l'achat des stations de Corus Québec pour 80$ millions, transaction qui fut approuvée par le CRTC le 17 décembre 2010. Cogeco a pris le contrôle de CIME-FM ainsi que des stations de radio de Corus Québec le 1er février 2011.
Le 16 août 2011, la station se dote d'un nouveau logo et intègre le réseau Rythme FM. Elle se désaffilie le 22 août 2016, mais appartient toujours au groupe Cogeco Média.

## Programmation
La programmation de CIME-FM provient de Saint-Jérôme à tous les jours.

## Animateurs de CIME FM

### 2011-2012
- Danny Berger, (Les weekends à Danny)
- Martine Bonin, (La musique à la bouche et CIME au bureau, après-midi)
- Mélanie Brière, (Vitamine CIME et Pop collection)
- Éric Dufresne, (L'éveil du nord)
- Richard Fortin, (La fiesta)
- Michel Harvey, (L'éveil du nord)
- Claude Hivon, (L'éveil du nord)
- Alain Jean-Mary, (Le p'tit train du nord et Le décompte CIME)
- Diane Lafrance, (Le p'tit train du nord)
- Mélissa Lussier, (L'éveil du nord et Le décompte CIME)
- Suzie Prénovost, (CIME au travail, avant-midi)

### 2012-2013
- Alain Jean-Mary, (L'Éveil du Nord, Devine qui vient diner?, Le Décompte CIME)
- Alexandre Aubry, (Astrologie)
- Danny Berger, (Les Week-ends à Danny)
- Denis Fortin, (3-2-1 Musique 2000-2012)
- Diane Lafrance, (Le P'tit Train du Nord)
- Francisco Randez, (Les soirées Francisco)
- Geneviève Dempsey, (Une soirée radio)
- Geneviève Hébert-Dumont, (CIME en Tournée)
- Julie Desjardins, (Les nuits blanches)
- Justine Vachon, (Les actualités CIME **L'Éveil du Nord, Le P'tit Train du Nord**)
- Luc Lefebvre, (CIME en Tournée)
- Marie-Andrée Hamel, (Les nuits blanches)
- Maxime Charbonneau, (Arts et Spectacles **L'Éveil du Nord, Le P'tit Train du Nord**)
- Mélanie Brière, (CIME au Travail)
- Philippe Pépin, (Une soirée radio)
- Richard Fortin, (Le Party Musical)
- Valérie Ballo, (L'Éveil du Nord Weekend, Pop Collection)
- Vincent Gauvin, (Actualités Web & Techno)

### 2013-2014
Indisponible.

### 2014-2015
- François Maranda et Justine Vachon, (Le Matin, tout est possible) (Parti pour l'été)
- Pamela Beaudry (Cime au travail)
- Guyaume Cadieux (Radio Lunch)
- Guyaume Cadieux et Diane Lafrance (Studio 117)
- Alex Trudel (Le Party Musicale (samedi)) (Weekend 80 - 90 (dimanche)) (Radio Lunch)
- Danny Berger (Le Party Musicale (vendredi)) (Les Weekend à Danny)
- Geneviève Dempsey (À la poursuite du bonheur) (Soirs d'été)
- Bruno Morissette (À la poursuite du bonheur)
- Marie Andrée Amel (À la poursuite du bonheur (Weekend)) (Soirs d'été)
- Geneviève Hébert-Dumont (L'Éveil du nord) (Weekend 80 - 90 (samedi)) (Le Dimanche c'est le bonheur)
- Éric Dufresne (Soirs d'été (Weekend))

### 2015-2016
- François Maranda et Justine Vachon, (Rythmez vos matins)
- Pamela Beaudry (Cime au travail)
- Julie Desjardins (Le 6 à 9 Café)
- Alex Trudel (Radio Lunch)
- Guyaume Cadieux et Diane Lafrance (Studio 117)
- Alex Trudel (Le Party Musicale (samedi)) (Weekend 80 - 90 (dimanche))
- Danny Berger (Le Party Musicale (vendredi)) (Les Weekend à Danny)
- Bruno Morissette (À la poursuite du bonheur)
- Marie Andrée Amel (À la poursuite du bonheur (Weekend)) (Soirs d'été)
- Geneviève Hébert-Dumont (Souriez, c'est samedi) (Le Dimanche c'est le bonheur)

### 2016-2017

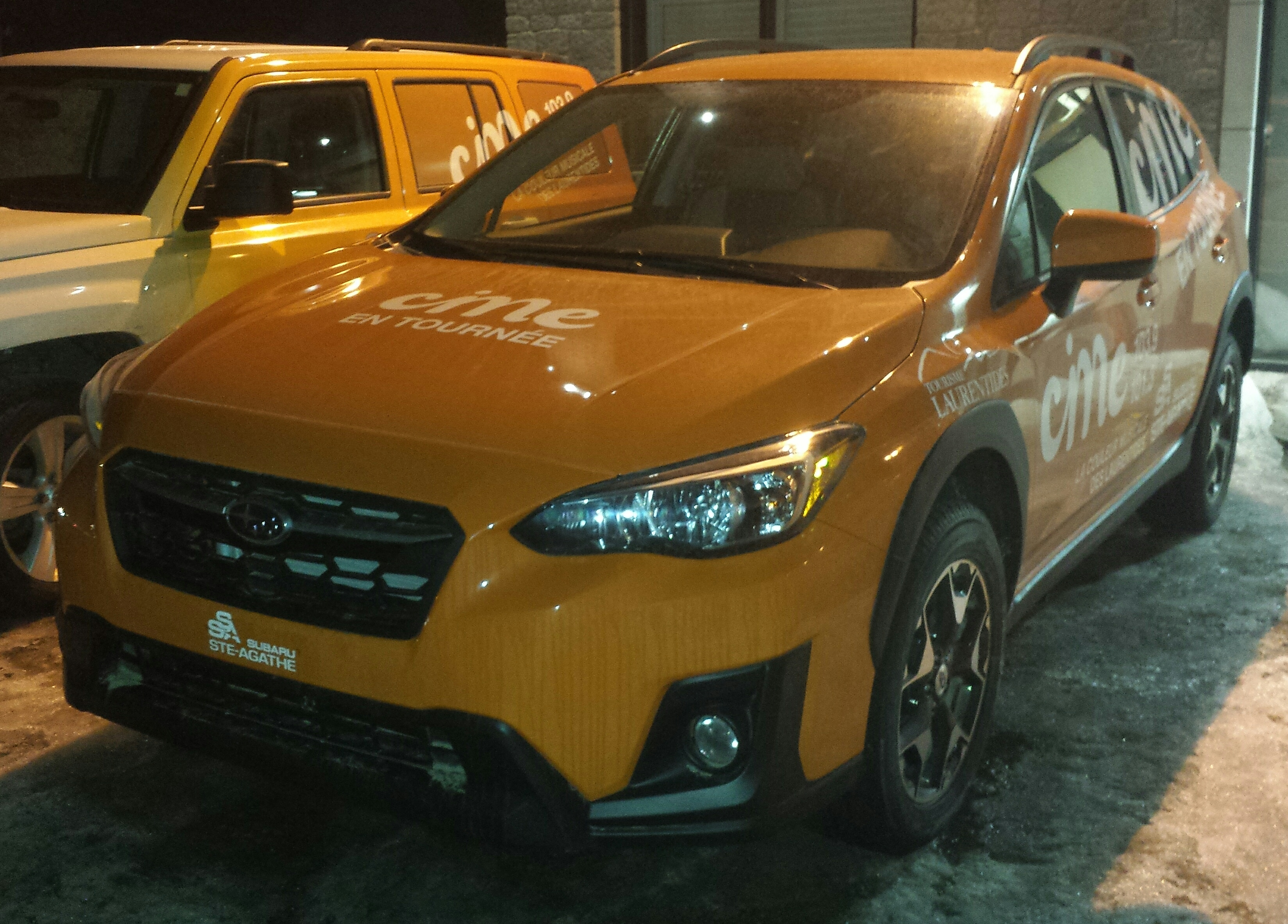
2018 Subaru Crosstrek dehors les studios de CIME-FM.

- François Maranda (Allez hop, bon matin :))
- Karine Robert (Allez hop, bon matin :))
- Pamela Beaudry (La couleur musicale au travail)
- Guyaume Cadieux (Lunch Musique)
- Geneviève Hébert-Dumont (Retour et CIE.)
- Alain Cyr (Retour et CIE.)
- Richard Fortin (#6-18)
- Eric Dufresne (La couleur musicale de vos soirées)
- Dany Berger (Les weekends à Dany)
- Jennifer Landreville (Matin expresso; Brunch matinée; Tendance 25; La couleur musicale de vos soirées WEEKEND (Dimanche) )
- Steve Frison (Tendance 25; Retour et CIE.; L’événement musicale; La couleur musicale de vos soirées WEEKEND (Samedi) )
- LOUNGE CLUBBING CIME
- Les nuits des Laurentides